# Ненад Миленковић
Ненад Миленковић је новинар и културолог. Оснивач је и директор фестивала драма и серија који се сваке године, од 2011. године, одржава крајем септембра или почетком октобра. Аутор је емисија Свој на своме и Покретна слика. Емисија Свој на своме емитовала се на телевизији Нова, а емисија Покретна слика емитује се тренутно на БК телевизији. Оснивач је и Октобар продукције која реализује емисије и фестивал.